# Station Lengede-Broistedt
Station Lengede-Broistedt (Bahnhof Lengede-Broistedt) is een spoorwegstation in de Duitse plaats Lengede, in de deelstaat Nedersaksen. Het station ligt de spoorlijn Hildesheim - Groß Gleidingen. Daarnaast takken de spoorlijnen naar Peine en Salzgitter-Calbrecht hierop aan, maar deze worden alleen gebruikt door goederentreinen. 

## Indeling
Het station beschikt over twee zijperrons, die niet zijn overkapt maar voorzien van abri's. De perrons zijn verbonden via een overweg in de straat Bahnhofstraße. Aan de zuidzijde van de sporen bevinden zich een parkeerterrein, fietsenstalling en een bushalte. Tevens staat hier het voormalige stationsgebouw dat nu wordt gebruikt als jeugdcentrum.

## Verbindingen
De volgende treinserie doet het station Lengede-Broistedt aan:
| Serie | Treinsoort              | Route                                                                 | Bijzonderheden |
| ----- | ----------------------- | --------------------------------------------------------------------- | -------------- |
| RE 50 | Regional-Express (enno) | Hildesheim Hbf – Lengede-Broistedt – Braunschweig Hbf – Wolfsburg Hbf |                |